# Keswick, Kalifornien
Keswick är en så kallad census-designated place i Shasta County i Kalifornien. Vid 2010 års folkräkning hade Keswick 451 invånare.

## Kända personer från Keswick
- William R. Laird, politiker